# Шалені світи
Шалені світи (англ. Savage Worlds) — настільна рольова гра, написана Шейном Лейсі Генслі та видана Pinnacle Entertainment Group. Гра робить акцент на швидкості гри та скороченій підготовці, а не на реалістичності чи деталізації. Гра отримала нагороду Origin Gamers' Choice Award 2003 року за найкращу рольову гру.
Українською мовою гру локалізувало видавництво Geekach.

## Налаштування
Хоча «Шалені світи» — це загальна система правил, Pinnacle випустила «Налаштування козира» — налаштування кампанії або модулі, розроблені спеціально для правил «Шалених світів». До них належать Evernight, 50 Fathoms, Necessary Evil, Rippers і Low Life. Pinnacle також опублікувала книги з налаштуваннями, засновані на більш ранніх лінійках компанії, включаючи Deadlands: Reloaded, а також Tour of Darkness, Necropolis і Weird War II, засновані на лінійці «Шалені світи».
Починаючи з 50 Fathoms, більшість налаштувань, опублікованих Pinnacle, містять концепцію, відому як «Кампанія точки сюжету». У таких кампаніях представлена серія вільно визначених сценаріїв пригод. Основна сюжетна лінія представлена як серія «Сюжетних точок», а додаткові побічні квести (або «Шалені історії») розширюють рамки кампанії. Цей формат дозволяє групі персонажів досліджувати ігровий всесвіт, проходячи (або ігноруючи) основну сюжетну лінію так само, як у рольових відеоіграх.
Діє система ліцензування для видавництв електронних книг і книг, які випускають матеріали для гри «Шалені світи». Таким ліцензіатам «Здичавілого!» як логотип на своїх продуктах дозволено використовувати талісман «Шалених світів» «Усміхнений Джек». Доступно кілька ліцензованих сценаріїв пригод у форматі PDF, а також пов'язані з налаштуваннями додатки, як- от довідник RPG Vampire Earth і метаналаштування RPG Suzerain Legends.

## Система

### Створення персонажа
Ігрові персонажі створюються за допомогою системи розподілу очок, хоча ігровим майстрам рекомендується розробляти негральних персонажів відповідно до потреб гри, а не відповідно до системи. Персонажі гри «Шалені світи» характеризуються різноманними споказниками, включаючи расу, риси, переваги, перешкоди та іноді сили.

#### Раса
Раса персонажа зазвичай відноситься до його виду, який може накладати позитивні або негативні модифікатори на характеристики. У деяких ситуаціях (наприклад, у головній рольовій грі «Пірати Іспанії») це поняття може означати національну приналежність. Відмінності на основі національності можуть виникати в кампаніях, де певні спеціалізації навичок, переваги та перешкоди залежать від культурних чи технологічних відмінностей або додаються для того, щоб додати персонажу колориту. Наприклад, у Deadlands: Reloaded некитайський персонаж може вивчати китайські бойові мистецтва, але не може набути і використовувати свої сили, засновані на ці. У Weird War II американські, британські чи французькі солдати мають особливі переваги та перешкоди, що відображають їхні різні національні та військові культури.

#### Риси (атрибути та навички)
Риси персонажа — характеристики, які оцінюються одним багатогранним кубиком. Чим більший кубик, тим кращий персонаж у цій рисі, починаючи від 4-стороннього кубика (d4 — найнижчий) до 12-стороннього кубика (d12 — найвищий). Наприклад, персонаж із сильною рисою десятигранного кубика (d10) сильніший за персонажа, чия сильна риса оцінюється шестигранним кубиком (d6). Риси поділяються на атрибути, які є вродженими, та навички, які набуваються.
Створюючи нового персонажа рангу новачка, гравець отримує 5 очок персонажів, які можна витратити на атрибути, і 15 очок персонажів, які можна витратити на навички. Деякі ігрові світи пропонують більше або менше очок створення персонажа, щоб відобразити загальну складність світу або загальний досвід персонажів. Після створення персонажа невикористані бали втрачаються. Під час гри персонажі заробляють очки досвіду, які згодом витрачають на придбання нових здібностей або вдосконалення наявних.
У «Шалених світах» використовуються п'ять характеристик: спритність (фізична точність і швидкість), кмітливість (розумова сила), воля (сила волі), міць (фізична сила) і витримка (фізичне здоров'я).
Окрім атрибутів, персонаж має такі похідні статистичні дані: темп (швидкість руху - 6 дюймів, без урахування переваг чи недоліків), відбивання (здатність захищатися в ближньому бою - 2 плюс половина значення кістки навички «Бійка»), стійкість (гарт до пошкоджень - 2 плюс половина значення кістки витримки персонажа та додатковий бонус броні на тулубі) і харизма (приємність і чарівність). Деякі додатки до налаштувань додають п'яту похідну статистику, таку як розум (вирішення проблем), глузд (психічне здоров'я) або твердість (психічна стійкість), щоб відобразити особливі потреби ігрового світу.
Як і в системах FUDGE і FATE, навички широкі і дозволяють персонажу використовувати їх для різноманітних пов'язаних завдань. Наприклад, персонаж, який вміє битися, може битися без зброї або зі зброєю ближнього бою. Він також може визначити стиль бою супротивника і протистояти йому, дізнатися ім'я та репутацію вправного бійця, якого зустрів, визначити національність і звання солдата за його уніформою та знаками розрізнення, знайти і найняти найманця або охоронця. Цілительство можна використовувати для діагностики хвороби, визначення лікарських трав або фармацевтичних препаратів, пошуку цілителя або медичного фахівця, а також для запобігання спалаху хвороби в таборі, організовуючи санітарні протоколи.
Коли персонаж має виконати певну дію, ігровий майстер) вказує, яку рису слід застосувати. Якщо підсумковий результат кидка кубика (з урахуванням усіх модифікаторів) дорівнює або перевищує цільове значення, то дія вважається успішною.

#### Переваги та недоліки
Персонажі також мають переваги та недоліки. На відміну від рис, переваги та перешкоди не оцінюються за допомогою кубиків. Переваги коштують певної кількості очок, а деякі з них вимагають від персонажа певної кількості досвіду. Вони також згруповані за типами, що може — залежно від кампанії або світу — впливати на їх доступність. Передумови можуть бути надані тільки при створенні персонажа, соціальні переваги впливають на взаємодію з іншими персонажами, бойові переваги впливають на бойові навички персонажа, а лідерські переваги надають різні бонуси персонажу і тим, хто перебуває під його командуванням. Професійні риси пов'язані з роботою або роллю персонажа і впливають на його кар'єрні навички. Сила, Дивацтва або Шалені Карти — це надприродні, паранормальні або надлюдські переваги, які дають бонуси до Сили; вони можуть бути недоступні у звичайних ігрових світах. Перешкоди (недоліки персонажа) дають очки, які використовуються для придбання переваг, і класифікуються як другорядні (дають одне очко) або головні (дають два очки).

#### Суперздібності
Деякі ігрові світи мають можливість надавати персонажам надлюдські здібності, зазвичай магічного, містичного, технологічного, псіонічного, расового чи мутантного походження. Як і грані, вони ранжуються і можуть бути покращені або набуті шляхом підвищення рівня.

### Рішення задачі
Для визначення результату дій і взаємодій персонажів у грі кидаються кубики. Для дій, які безпосередньо не оскаржуються іншим персонажем, кидається кубик з цільовим числом (ЦЧ), яке зазвичай дорівнює 4, хоча завдання з вищою складністю мають вищі ЦЧ. Якщо результат дорівнює або перевищує ЦЧ, дія вважається успішною; якщо він менший за ЦЧ, дія вважається невдалою. Перевищення ЦЧ на 4 або більше балів називається «підвищенням»; за кожні наступні 4 бали понад ЦЧ завдання нараховуються додаткові підвищення. Підвищення еквівалентні критичним ударам в інших рольових системах; вони дають додаткові бонуси або іншим чином покращують результат успішного виконання завдання.
Для дій, безпосередньо оскаржених іншим персонажем, ЦЧ не існує. Натомість обидва персонажі виконують відповідну перевірку навичок, і переможцем стає той, хто має вищий результат. Переможець все ще може отримати підвищення, якщо він перевершить кидок суперника на 4 або більше.
Якщо гравець викидає найвище можливе число на даному кубику (наприклад, 8 на восьмигранному кубику, або «d8»), то кубик може бути перекинутий і його результат додається до попереднього результату. Це називається «туз» або «вибух». Кубик може продовжувати «вибухати» до тих пір, поки не випаде найбільше число. Випадання «природної 1» (незміненого результату 1) на кубику ознаки — це «провал» і вважається автоматичною поразкою, якщо не витрачено жетон (див. нижче).

#### Козирні карти
Персонажі гравців і важливі неігрові персонажі відомі як «Козирні карти». Козирні карти отримують можливість кинути особливий шестигранний кубик, відомий як «козирний кубик», разом з кубиком ознак. Козирний кубик може дати туза, як і звичайний. Гравець з козирною картою використовує вищий результат з двох кидків (кубик ознак або козирний кубик) для визначення фактичного результату кидка. Випадання «природної 1» на обох кубиках називається «зміїні очі» і вважається критичною невдачею. Залежно від правил сетингу, від «зміїного ока» або не можна відкупитися за жетон, або воно коштує два жетони.

#### Талан
Талани - жетони, що видаються козирним картам на початку кожної ігрової сесії. Зазвичай, кожна «козирна карта» отримує три жетони за сеанс, хоча ця кількість може змінюватися під впливом багатьох змінних. Талани можна витратити на зменшення отриманої шкоди, перекидання небажаного результату, активацію певних граней або в інший спосіб. Талани  можна заробити під час гри як винагороду за хорошу рольову гру або за виконання певних завдань.

### Ініціатива
Бойова ініціатива визначається стандартною колодою гральних карт (54, включно з двома джокерами). Кожен персонаж або однорідна група персонажів отримують свої карти. Ігровий майстер тягне карту з колоди. Якщо у персонажа «козирної карти» є група послідовників під його командуванням, то ініціатива ділиться з ними. Персонажі діють у послідовності згідно з витягнутою картою, причому найстарша карта (Туз) діє першою, а наймолодша (2) — останньою. Зв'язки розриваються за мастями у зворотному алфавітному порядку (піки, черви, бубни, трефи). Гравці з високою ініціативою можуть також відкласти свої дії на більш пізній хід.
Персонажі можуть виконувати кілька дій одночасно, якщо вони різні (наприклад, глузувати або залякувати супротивника під час пострілу з пістолета або бою зі зброєю). У більшості ситуацій виконання кількох дій за один хід тягне за собою сукупні штрафи.
Джокери мають перевагу над усіма іншими картами та додатково дають +2 бонуси за кидки рис і шкоди, зроблені в цьому раунді. Будь-який гравець, який отримує джокер під час ініціативи, може виконати свою дію в будь-який час протягом раунду або може перервати дію іншого персонажа. Колода переставляється після роздачі джокера.

## Історія
У 1997 році Pinnacle опублікував Deadlands: the Great Rail Wars, мініатюрну військову гру, дія якої відбувається у світі «Дивного Заходу» (Weird West) рольової гри Hensley's Deadlands. Правила були значно спрощеною версією повної системи Deadlands, розрахованої на сутички один на один.
У 2003 році правила з The Great Rail Wars були переглянуті та розширені до загальної, простої, але повної системи рольових ігор і перейменовані на «Шалені світи» (Savage Worlds). На Origins 2003 «Шалені світи» отримали нагороду Gamer's Choice Award у категорії «Рольова гра». Pinnacle переглянула основний кодекс правил і випустила його як електронну книгу у форматі PDF наприкінці 2004 року, а друкована версія з'явилася на початку 2005 року. Того ж року Great White Games почали випускати розширення правил у формі кількох жанрових інструментів у форматі PDF. Автономні мініатюрні ігри про перестрілки, засновані на двигуні «Шалені світи», також були випущені у друкованому вигляді та у форматі PDF.
Deadlands Reloaded, версія гри, що використовує правила «Шалених світів», була випущена в травні 2006 року. Наприкінці 2005 року Pinnacle уклала угоду з WizKids про публікацію самодостатніх рольових ігор, дія яких відбувається у світах Pirates of the Spanish Main, Rocketmen і MageKnight, використовуючи правила «Шалених світів». З трьох ліцензій вийшла лише The Pirates of the Spanish Main RPG, яка була опублікована у квітні 2007 року. У 2007 році Pinnacle випустила іншу ліцензовану гру The Savage World of Solomon Kane.
У жовтні 2007 року Pinnacle випустила Savage Worlds Explorer's Edition, видання правил у м'якій обкладинці. Воно містило зміни до правил нанесення шкоди в ближньому бою, вперше представлені в Deadlands Reloaded, а також нові правила погоні, і вони були випущені на Origins 2007. На цьому заході Deadlands Reloaded отримала нагороду Origins Award у категорії «Найкраще доповнення до рольової гри».
У серпні 2011 року Pinnacle випустила Savage Worlds Deluxe, розширену версію правил у твердій обкладинці, що містить правила з видання Explorer.
У серпні 2012 року Pinnacle випустила видання Deluxe правил у м'якій палітурці, Savage Worlds Deluxe Explorer's Edition.
У 2015 році Pinnacle анонсувала серію доповнень, що перетворюють Rifts на систему «Шалені світи».
У 2018 році Pinnacle випустила нове видання Savage Worlds Adventure Edition.
У листопаді 2020 року Pinnacle анонсувала Pathfinder для гри «Шалені світи», адаптацію сюжету Paizo Pathfinder Roleplaying Game та серіалізовані модулі Adventure Path, починаючи з першого Adventure Path, Rise of the Runelords.

## Відгуки
Pyramid назвав оригінальний випуск «досить хорошим», але «досить завищеним».
Скотт Тейлор для Black Gate у 2013 році оцінив «Шалені світи» як Почесну згадку № 1 у десятці найкращих рольових ігор усіх часів, сказавши: «Я справді не можу сказати про цю систему нічого такого, що вже не було б сказано в різних нагородах, але, чорт забирай, врешті-решт, ви можете використовувати гральні карти і покерні фішки в грі, і це просто піднімає її на вершину!»
У своїй книзі «Монстри, інопланетяни та діри в землі» 2023 року історик рольових ігор Стю Горват зазначив: «Розділ GM у зводі правил займає лише кілька сторінок і заохочує GM скоротити якомога більше роботи — нехай це буде швидко, люто та весело, як сказано на обкладинці». Горват також згадав ігрові системи, які спростили свої правила шляхом перетворення на «Шалені світи», сказавши: «Багато цікавих ігрових світів, які були обтяжені складними системами, тепер регулярно згадуються разом із „Шаленими світами“ — Skyrealms of Jorune, Shadowrun, Rifts».

## Загальна та цитована література
- Black, Clint; Pyle, Scott. Necessary Evil (Great White Games, 2005). ISBN 0-9763601-1-XISBN 0-9763601-1-X.
- Dolunt, Christopher W.; Lucas, Simon. Rippers (Great White Games, 2005). ISBN 0-9763601-3-6ISBN 0-9763601-3-6.
- Flory, B.D.; Hensley, Shane Lacy. Deadlands: Reloaded (Pinnacle Entertainment Group, 2006). ISBN 0-9763601-6-0ISBN 0-9763601-6-0.
- Hopp, Andy. Low Life (Great White Games, 2005.) ISBN 0-9763601-5-2.
- Hensley, Shane Lacy. 50 Fathoms (Great White Games, 2003). ISBN 1-930855-63-XISBN 1-930855-63-X.
- Hensley, Shane Lacy. Evernight (Great White Games, 2003). ISBN 1-930855-58-3ISBN 1-930855-58-3.
- Hensley, Shane Lacy. Savage Worlds Explorer's Edition (Pinnacle Entertainment Group, 2007). ISBN 0-9792455-6-7ISBN 0-9792455-6-7.
- Hensley, Shane Lacy. Savage Worlds Revised (Great White Games, 2005). ISBN 0-9763601-0-1ISBN 0-9763601-0-1.
- Hensley, Shane Lacy. Savage Worlds (Great White Games, 2003). ISBN 1-930855-57-5ISBN 1-930855-57-5.
- Teller. Tour of Darkness (Great White Games, 2004). ISBN 1-930855-61-3ISBN 1-930855-61-3.
- Wade-Williams, Paul «Wiggy». Pirates of the Spanish Main (Pinnacle Entertainment Group, 2006), ISBN 0-9763601-9-5.
- Savage Worlds Adventure Edition Kickstarter Page